# Pericrocotus tegimae
Pericrocotus tegimae е вид птица от семейство Campephagidae.

## Разпространение
Видът е разпространен в Япония.